# Kauniainen
Kauniainen (švédsky Grankulla) je městečko s asi osmi a půl tisíci obyvateli na území Velkých Helsinek ve Finsku. Vlastně je to jen zcela nezávislá čtvrť města Espoo, které ho celé obklopuje, takže jako jediné město Velkých Helsinek nemá pobřeží moře. Kauniainen bylo založeno v roce 1906 firmou AB Grankulla, která naparcelovala zemi a vytvořila vilovou čtvrť. Kauniainen se stalo městysem v roce 1920, i když finské jméno získalo až v roce 1949. Městem se pak stalo až v roce 1972.
Kauniainen má nejnižší míru obecní daně ve Finsku (16 %), takže přitahuje lidi s vysokými výdělky. Zhruba 39 % obyvatel je švédsky mluvících, 57 % mluví finsky. Tradičně nejsilnější stranou v městském zastupitelstvu je Švédská lidová strana.